# SK 10 Tartu
SK 10 Tartu was een Estische voetbalclub uit Tartu die na het seizoen 2011 ontstond als fusie tussen Tartu FC HaServ en SK 10 Premium.
SK 10 Premium werd in 1995 opgericht en promoveerde in 2008 na play-offwedstrijden naar de Teise Liiga (II liiga). Tartu FC HaServ werd in 2005 opgericht en promoveerde in 2009 naar de II liiga. In 2011 werd HaServ kampioen van de II liiga, derde klasse,en promoveerde zo naar de Esiliiga. De club fuseerde daarna met stadgenoot SK 10 Premium en vormde zo SK 10 Tartu. Per 2013 werd de fusie weer ontbonden.

## Bekende (oud-)spelers
- Sander Puri (SK 10 Premium)
- Eino Puri (SK 10 Premium)
- Taijo Teniste (SK 10 Premium)